# Cidade dos Césares
A Cidade dos Césares (espanhol Ciudad de los Césares), também conhecida como Cidade da Patagônia, Cidade Errante, Trapalanda ou Trapananda, Lin Lin ou Elelín, é uma cidade mítica da América do Sul. É supostamente localizada em algum lugar na Patagônia, em alguns vale de a Cordilheira dos Andes, entre Chile e Argentina. Apesar de ter sido procurada durante a colonização da América do Sul, nenhuma evidência prova que ela existiu.
A maioria das descrições da cidade fala sobre a cidade como uma cidade próspera e rica, cheia de ouro, prata e diamantes. Às vezes é descrita como uma cidade encantada que aparece nos momentos certos. Os habitantes da cidade deveria ter sido por vezes descritos como pessoas de ascendência européia, sobreviventes o naufrágio de um navio espanhol no Estreito de Magalhães ou sobreviventes do desastre de Curalaba, mas também como sobreviventes de o Império Inca.